# Kölner Frauengeschichtsverein
Der Kölner Frauengeschichtsverein ist ein gemeinnütziger Verein in Köln, der die Erforschung, Dokumentation und Vermittlung von Kölner Frauengeschichte bezweckt.

## Entstehung
Der Verein wurde begründet, weil Historikerinnen feststellten, dass im Geschichtsstudium an der Kölner Universität keine Frauen vorkamen. Die Historikerin Irene Franken begann in diesem Zusammenhang, zu Frauen der Kölner Geschichte zu recherchieren und hat erste Beiträge in der Kölner Frauenzeitung KOBRA, die zwischen 1982 und 1984 in Köln erschien, publiziert. Die Anregung, aus dem Material einen Stadtrundgang zu entwickeln, kam von einer Leserin dieser Beiträge. Unter dem Namen „Frau Doktor Faust meets Agrippina“ startete die Historikerin gemeinsam mit der Diplompädagogin Edith Kiesewalter (später Gwen Edith Bernhardt) eine aufwändige Recherche nach weiteren Spuren von historischen Kölnerinnen.
Am 27. April 1985 boten die beiden Forscherinnen eine ganztägige frauengeschichtliche Stadtrundfahrt und -wanderung an. Die Veranstaltung – inkl. Besuch im Historischen Archiv, Besichtigung von Kirchen und EL-DE-Haus – wurde ein voller Erfolg; über drei Jahre waren fast alle Termine vorab ausgebucht. Im Mai 1986 gründeten Franken und Kiesewalther den Kölner Frauengeschichtsverein – Historische und kulturelle Bildung für Frauen und Mädchen e.V.

## Zielsetzung
Die aktiven Vereinsfrauen setzten sich von Beginn an dafür ein, Kölnern (und später auch zunehmend Auswärtigen) Highlights der Kölner Frauengeschichte nahezubringen, d. h. Einzelpersönlichkeiten vorzustellen und zu dokumentieren, wie Frauen früher gelebt, gearbeitet, gewohnt und geliebt haben. Neben sachlichen Informationen sollte auch ein persönlicher Zugang zur Geschichte vermittelt werden, um Fakten mit der eigenen Gegenwart in Beziehung setzen zu können.
Ein weiteres Ziel der Vereinsarbeit war und ist es, durch politische und öffentlichkeitswirksame Aktionen das Wirken von Frauen der Vergangenheit im Stadtbild transparent zu machen. Eine dritte Intention ist es, die Geschichte der Kölner Neuen Frauenbewegung durch Sammeln von Postern, Schriften und anderen Materialien vor dem Vergessen zu bewahren.

## Das Prinzip der mündlichen Vermittlung
Die Mitarbeiterinnen wussten, dass viele Frauen schlechte Erinnerungen an ihren eigenen Geschichtsunterricht hatten, da Frauen und Mädchen dort nicht vorkamen. Daher legten sie den Schwerpunkt auf die mündliche Narration. 1985 war es avantgardistisch, eine Gruppe durch die Stadt zu führen und an mehreren Stationen kleinere Vorträge zu halten. Das Konzept beförderte den Dialog, zudem wurden die Quellen benannt und auch vorgezeigt, um das erlangte Wissen zu teilen. Die Mitarbeiterinnen fühlten sich dem Konzept der alternativen Geschichtsbewegung verpflichtet: „Grabe, wo du stehst.“
Aufgrund des großen Interesses wurden weitere Rundgänge zu Frauen der 2000-jährigen Geschichte entwickelt, so Stadtteil-, Kirchen- und Museumsführungen, Atelierführungen oder auch Schiffstouren. Themenbezogene Stadtrundgänge fächern Aspekte wie Frauen und Geld, Hexenverfolgung, Beginen, Frauenarbeit, Frauenliebe, Gesundheit, Migration oder Kölner Originale auf. Bei der Themenauswahl wurde auf Vielseitigkeit geachtet: Sind einige Führungen – etwa die zum Nationalsozialismus oder zur Frauenarbeit – politisch ausgerichtet, so beziehen sich andere Führungen eher auf typisch Kölsches (Krippentour, Krätzcher in der Südstadt). Ein Höhepunkt sind seit 1998 die frauengeschichtlichen Rheinrundfahrten, für die der Verein ein Alleinstellungsmerkmal hat und die von Bettina Bab und Katharina Regenbrecht ausgearbeitet wurden.
Derzeit werden rund 30 verschiedene Führungen angeboten. Im Gegenzug zu den meisten Nachahmungen der frauengeschichtlichen Stadtrundgänge, die im Laufe der Jahre entstanden, verfolgt der Verein einen emanzipatorischen und kulturpolitischen Ansatz; zudem beruhen die Rundgänge auf gründlichen eigenen Recherchen der Gästeführerinnen.

## Politische Praxis – Sichtbarkeit im Straßenbild
Das bisherige Wirken der Historikerinnen hat zu mehreren Interventionen im öffentlichen Raum geführt. Ein erster Erfolg war 1987 die Umbenennung des ehemaligen Gässchens „Unter Seidmacher“ in „Seidmacherinnengässchen“, denn in Köln existierte die bedeutende Frauenzunft der Seidweberinnen, die das Monopol auf die Herstellung von Seide in Köln besaß und ein europaweit bekanntes Phänomen war. Es sollte nicht länger unter einer männlichen Berufsbezeichnung „versteckt“ werden, dass es in Köln mehrere solcher Frauenzünfte und sehr erfolgreiche Meisterinnen gab. Dank weiterer Vorschläge wurden und werden immer wieder in Köln Straßen nach Frauen benannt: Noch machen diese jedoch nur wenige Prozent aller Namen aus. 2009 wurden zuletzt auf gemeinsame Initiative mit den Grünen sechs neue Straßen und Plätze im Trendviertel Rheinauhafen nach Frauen benannt, so nach Anna Maria von Schürmann, der erfolgreichen Klosterfrau Maria Clementine Martin, nach der Druckerin und Verlegerin Maria Katharina Jacobine Schauberg oder Elisabeth Treskow.
Ein weiterer Meilenstein war die Ratsturmdebatte, ein öffentlich ausgetragener Diskurs über die Bestückung des im Zweiten Weltkrieg zerstörten Kölner Ratsturmes mit Steinskulpturen. Die erste Liste hatte kaum Frauen enthalten (5 von 124 Namen). Heftige Diskussionen über die vermeintliche Quotierung der Geschichte machten den Verein Ende der 1980er Jahre bekannt. Irene Franken wurde in die Auswahlkommission berufen. Der Erfolg – eine Erhöhung der Zahl der weiblichen Figuren auf 18 Skulpturen – wurde abermals mit den Grünen durchgefochten und ist bis heute nicht vergessen (vgl. Liste der Kölner Ratsturmfiguren).
Der Verein sammelte selbst für die Steinfigur der Anna Maria von Schürmann und beauftragte die Bildhauerin Elisabeth Perger mit deren Anfertigung. 2009 ließ der Verein eine Kopie dieser Statue im Historischen Seminar der Kölner Universität aufstellen, wo zeitgleich ein Vortragsraum nach der Universalgelehrten aus der Frühen Neuzeit benannt wurde.
In einer Kommission des Deutschen Städtetages wirkte die Historikerin Franken an der Erarbeitung neuer Richtlinien zur Geschichtsarbeit der Städte mit.

## Recherchieren, Dokumentieren, Sammeln
Neben der Erforschung und Vermittlung ist die Archivierung der Kölner Frauengeschichte ein wichtiges Anliegen des Vereins. Das vereinseigene Frauenarchiv, das schriftliche Quellen, Plakate, einzelne Sachobjekte und Fotos umfasst, verwahrt originäre Zeugnisse der neueren Kölner Frauenbewegung, z. B. des Kölner Frauenzentrums Eifelstraße, des Kölner Frauenbuchladen Rhiannon, des Ehrenfelder Frauenzentrum, zudem sammelt es feministische Zeitschriften oder wirbt Nachlässe von Aktivistinnen ein. Zuletzt wurde dem Verein der Vorlass von Professorin Maria Mies zugesprochen. Die Bestände werden kontinuierlich um Unterlagen von Organisationen, die sich aufgelöst haben, oder durch Bestände von Aktivistinnen, Frauen, die ihre politische Vergangenheit gesichert wissen wollen, erweitert.
Die Quellen werden derzeit in einer Datenbank erfasst, das Findbuch soll online gestellt werden. Diese Dokumentation stellt das lokale Gedächtnis der Kölner Frauenbewegung dar und steht Forschern zur Verfügung.
Die vereinseigene Bibliothek wurde nach der in Köln geborenen Privatgelehrten Anna Maria von Schürmann benannt, die selbst schon im 17. Jahrhundert das Fehlen von Frauen in der Geschichtsschreibung beklagt hatte:

„Was aber bleibt von der Spuren unseres Namens? Nicht mehr als von den Wellen eines Schiffes im Meer (1636).“

Die Frauenbibliothek verfügt über Bücher und graue Literatur zur Frauen-, gender, queer- und Stadtgeschichte. Es existiert ein digitales Bestandsverzeichnis.

## Kulturelle Aktivitäten
Der Kölner Frauengeschichtsverein erstellte von Beginn an Ausstellungen und organisierte zahlreiche Veranstaltungen.
- 1986 Ausstellung Die Geschichte der Frauen in Köln – gesehen von Kölner Künstlerinnen im Kölner Frauenbuchladen Rhiannon
- 1987 Hexengedenkjahr in Zusammenarbeit mit anderen Fraueninitiativen, öffentlichen Institutionen sowie dem Piccolo-Theater (der Zusammenschluss nannte sich Katharina-Henot-Kreis nach einer als Hexe in Köln verbrannten Geschäftsfrau) – zahlreiche Veranstaltungen zum Thema Verfolgung von Frauen als Hexen
- 1994 ff. Arbeitskreis „Frauen im Nationalsozialismus – Frauenforschung zum NS“, geleitet von der Vereinsmitarbeiterin Marlene Tyrakowski und von Katrin Dördelmann vom NS-Dokumentationszentrum der Stadt Köln – zahlreiche öffentliche Veranstaltungen und Reisen nach Auschwitz
- 1995 Die Berliner Ausstellung Eine Frauensache – Alltagsleben und Geburtenpolitik 1919-1933 wird in der VHS Köln gezeigt, erweitert um Kölner Tafeln (Nina Matuszweski)
- 1995 Ausstellung Zehn Uhr pünktlich Gürzenich – 100 Jahre bewegte Frauen in Köln in der Galerie 6811 gezeigt, federführend: Helga Bargel und Heike Rentrop, Katalog Irene Franken
- 1995 Ausstellung Ja, das Studium der Weiber ist schwer.
- 2000 Ausstellung DieselbeDiegleicheDieandere – Ansichtssache rund um das Thema Identität, u. a. mit der Fotografin Jane Dunker im Studio DuMont
- 2005 Veranstaltung mit medica mondiale anlässlich des 60. Jahrestages des Endes des Zweiten Weltkrieges über Gewalterfahrungen von Frauen im Krieg
- 2008 Songs für Nico – Hommage an die in Köln geborene Sängerin mit Martina Neschen  und Ingrid Strobl
- 2009 Dorothee Sölle-Nacht in Kooperation mit der AntoniterCityKirche

## Vereinsleben
Der gemeinnützige Verein umfasst rund 170 Mitglieder, überwiegend Frauen. Seit 2011 existiert ein gemeinnütziger Förderverein, der zukünftig die Mitgliederorganisation verantwortet. Die Mitglieder treffen sich zu gemeinsamen Aktivitäten, zum Beispiel dem Besuch auswärtiger Ausstellungen oder erhalten privilegierten Zugang zu neuen Rundgängen, sowie können die Bibliothek kostenfrei nutzen. Der Verein finanziert aus den Mitgliedsbeiträgen, Führungen, Vorträge und den Rundgängen Buchankäufe, Miete des Vereinsbüros und die Organisation sowie seit 2020 zusätzlich durch Finanzmittel der Stadt Köln.
Rund 15 Aktive bieten Frauenstadtrundgänge und Veranstaltungen zu historischen Themen an. Seit 2009 wird der 9. September jeden Jahres als Freundinnentag oder auch Tag der Frauenfreundschaft begangen als eine Ehrung der besten oder nahen Freundin. Dieser Jahrestag wurde bereits von anderen Fraueninitiativen in Deutschland und angrenzenden Ländern übernommen. Veranstaltungen zu historischen Freundinnen unterstreichen die Bedeutung dieser Netzwerke durch die Geschichte.
2011 hat der Kölner Frauengeschichtsverein das Ermentrude von Ranke-Forschungs- und Aktionsstipendium ins Leben gerufen, das langfristig eine Mitarbeiterin in Stand setzen soll, die Kölner Frauengeschichte noch intensiver zu erforschen und auf vielen Wegen die Frauen in die Geschichtsschreibung der Stadt einzuschreiben.
Derzeit befindet sich der Verein auf der Suche nach einem neuen Domizil, da der Mietvertrag in Zollstock, in dem er seit März 2022 in zwei Räumen im Hönninger Weg untergebracht ist, Ende 2025 ausläuft.

## Förderverein
Der Geschichtsverein wird vom Förderverein Freundinnen und Freunde des Kölner Frauengeschichtsverein e. V. unterstützt.

## Vernetzung
Der Kölner Frauengeschichtsverein ist vielfältig vernetzt. Er beteiligt sich regelmäßig am Kölner Tag der Archive; die Mitarbeiterin Nina Matuszewski ist im Arbeitskreis Archive von unten aktiv. Die Kölner Rundgangsfrauen gehörten neben Rita Bake von der Landeszentrale für politische Bildung Hamburg und dem ZFG-Zentrum für Frauen-Geschichte e.V. zu den Vorreiterinnen frauengeschichtlicher Rundgänge in Deutschland. Die neue Vermittlungsart, Frauengeschichte(n) auf der Straße an historischen Orten zu vermitteln, führte 1990 zur Gründung des Netzwerkes Frauengeschichte vor Ort Miss Marples Schwestern, an dessen Jahrestreffen der Kölner Frauengeschichtsverein federführend mitwirkt. Das nächste Treffen findet 2013 in Köln statt.
Des Weiteren sind Vereinsfrauen im Netzwerk der Frauenarchive- und Bibliotheken informieren, dokumentieren, archivieren (i.d.a.) aktiv.
Der Verein ist seit den 1980er Jahren mit weiteren alternativen Kölner Geschichtsprojekten vernetzt wie dem Centrum Schwule Geschichte oder der Geschichtswerkstatt Köln-Brück sowie dem Historiker Martin Stankowski und forderte unter anderem in einem Hearing 1986 eine „andere“ Geschichtsschreibung unter Einbeziehung der kleinen Leute, der Kämpfe Marginalisierter um Beteiligung an der Macht und einen Paradigmenwechsel durch Geschichtsdarstellung aus der Perspektive von Frauen.
Des Weiteren wirkt der Verein im Bündnis der Kölner Frauenprojekte und Vereine mit Arbeitskreis Kölner Frauenvereinigungen.

## Auszeichnungen
Der Kölner Frauengeschichtsverein und einzelne Mitarbeiterinnen haben eine Reihe von Ehrungen erfahren:
- 1997 Auszeichnung mit dem Preis 'FRAUEN FÖRDERN FRAUEN' durch die Firma Johnson & Johnson, Düsseldorf
- 1997 Auszeichnung durch die Stiftung Beginen e.V., Köln
- 1997 Rheinlandtaler an den Vorstand für die Aufarbeitung der Lokalgeschichte und als Anerkennung für die Bildungsarbeit
- 1998 Förderpreis Rheinland-Award der touristischen Fachpresse für die frauengeschichtliche Rheinfahrt
- 2004 Inge-von-Bönninghausen-Preis 'Sternschnuppe' an Irene Franken für ihre Pionierarbeit in der Frauengeschichtsforschung und Vermittlung
- 2010 Preis des Beginen e.V. Köln
- 2012 Goldener Rik als "Sonderpreis der Redaktion 'rik'  für Initiativen, die … verdienstvolle Arbeit für die Community leisten".
- 2015 Anneke-Preis der Stadt Hattingen[7]

## Werke zur Kölner Frauenstadtgeschichte
- Irene Franken und Ina Hoerner: Hexen. Die Verfolgung von Frauen in Köln. Köln Volksblatt Verlag 1987 ISBN 3-923243-32-4.
- Irene Franken und Christiane Kling-Mathey (Hg.): Köln der Frauen. Ein Stadtwanderungs- und Lesebuch. Köln Volksblatt-Verlag 1991 ISBN 3-923243-94-4.
- Annette Nottelmann: Von Beginen und Bayenamazonen. Frauengeschichte im Kölner Severinsviertel. Kölner Frauengeschichtsverein (Hg.) Köln Selbstverlag 1994.
- Zehn Uhr pünktlich Gürzenich. Hundert Jahre bewegte Frauen in Köln. Hg. v. vom Kölner Frauengeschichtsverein, Agenda-Verlag, Münster 1995 ISBN 3-929440-53-9.
- Irene Franken: Köln. Der Frauen-Stadtführer. Köln Kiepenheuer & Witsch 1995 ISBN 3-462-02415-9.
- Irene Franken: „JA, DAS STUDIUM DER WEIBER IST SCHWER“. Studentinnen und Dozentinnen an der Kölner Universität bis 1933. Katalog zur Ausstellung in der Universitäts- und Stadtbibliothek Köln, 28. April – 10. Juni 1995,  Köln M & T Verlag 1995.
- Bettina Bab und Katharina Regenbrecht: Rheintöchter, Schifferinnen, Badenixen und Kindsmörderinnen. Kölner Frauenleben am Rhein. Köln Emons 1999.
- Irene Franken und Ina Hoerner: Hexen : Verfolgung in Köln. Köln Emons 2000 ISBN 3-89705-173-7.
- Irene Franken, Shirin Jazaeri, Renate Staudenmeyer: Was erreicht? Frauenbewegte Lebensgeschichten aus der Sicht unterschiedlicher Kulturen. Hrsg. vom Kölner Frauengeschichtsverein. Köln Schmidt von Schwind 2001, ISBN 3-932050-19-3.
- Irene Franken: Frauen in Köln. Der historische Stadtführer. Köln Bachem 2008 ISBN 978-3-7616-2029-8.